# Ginástica artística nos Jogos Pan-Americanos de 2015 - Cavalo com alças
A competição do cavalo com alças masculino foi um dos eventos da ginástica artística nos Jogos Pan-Americanos de 2015. Foi disputada no Toronto Coliseum no dia 14 de julho. 

## Calendário
Horário local (UTC-4).
| Data        | Horário | Fase  |
| ----------- | ------- | ----- |
| 14 de julho | 13:35   | Final |

## Medalhistas
| Ouro   | COL Jossimar Calvo USA Marvin Kimble |
| Bronze | MEX Daniel Corral                    |

## Resultados

### Qualificação
| Pos. | Ginasta                      | Cavalo com alças | Notas |
| ---- | ---------------------------- | ---------------- | ----- |
| 1    | MEX Daniel Corral            | 15.200           | Q     |
| 2    | USA Marvin Kimble            | 15.050           | Q     |
| 3    | USA Samuel Mikulak           | 14.850           | Q     |
| 4    | COL Jorge Aldo Lopez         | 14.600           | Q     |
| 5    | CAN René Cournoyer           | 14.550           | Q     |
| 6    | BRA Francisco Barreto Júnior | 14.450           | Q     |
| 7    | COL Jossimar Calvo Moreno    | 14.450           | Q     |
| 8    | BRA Lucas Bittencourt        | 14.300           | Q     |
| 9    | VEN Jose Fuentes             | 14.200           | R     |
| 10   | CAN Hugh Smith               | 14.150           | R     |
| 11   | CUB Manrique Larduet         | 13.850           | R     |

### Final
| Pos.              | Ginasta                      | Cavalo com alças | Notas |
| ----------------- | ---------------------------- | ---------------- | ----- |
| Medalha de ouro   | COL Jossimar Calvo Moreno    | 15.025           |       |
| Medalha de prata  | USA Marvin Kimble            | 15.025           |       |
| Medalha de bronze | MEX Daniel Corral            | 14.825           |       |
| 4                 | COL Jorge Aldo Lopez         | 14.775           |       |
| 5                 | USA Samuel Mikulak           | 14.575           |       |
| 6                 | BRA Francisco Barreto Júnior | 14.450           |       |
| 7                 | CAN René Cournoyer           | 13.875           |       |
| 8                 | BRA Lucas Bittencourt        | 12.825           |       |